# San Salvador de Jujuy

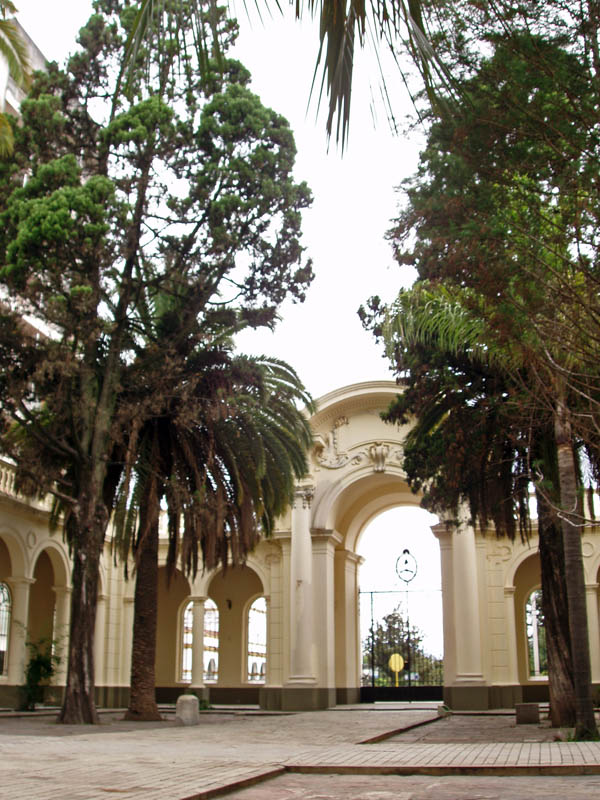
Porten till gouvernementhuset

San Salvador en Valle de Jujuy är provinshuvudstad i den argentinska provinsen Jujuy i nordvästra delen av landet. Staden har runt 200 000 invånare. I staden, som är en av Argentinas äldsta, finns flera universitet, industrier och fruktodlingar.

## Historia
Staden grundades av Francisco de Argañaraz y Murguía den 19 april 1593, efter att de tidigare bosättningarna antingen förstörts av de infödda eller gått under av sig själva. Jujuy anlades för att vara en strategisk plats mellan det mer centrala San Miguel de Tucumán och de stora silvergruvorna i Potosí i Bolivia.
Under självständighetskrigen mot Spanien i början av 1800-talet gjorde sig staden känd för att de styrande bestämde sig för att totalt utrymma staden då man fick veta att en stor spansk styrka närmade sig. Invånarna flydde upp i bergen eller mot Tucumán och spanjorerna som räknat med både tvångsrekryteringar till armén och proviantering i staden fick se en helt övergiven plats. Detta försvårade avsevärt den spanska arméns krigföring i Nordargentina. Denna händelse, "El éxodo jujeño" firas fortfarande som en lokal fest i Jujuy.
Staden blev provinshuvudstad då Argentina blev självständigt 1816.

## Övrigt
Fotbollsklubben Gimnasia y Esgrima de Jujuy kommer från San Salvador de Jujuy.